# Aulnoy-sur-Aube
Aulnoy-sur-Aube é uma comuna francesa na região administrativa de Grande Leste, no departamento de Haute-Marne. Estende-se por uma área de 9,31 km². Em 2010 a comuna tinha 53 habitantes (densidade: 5,7 hab./km²).